# Ruś Stara (gromada)
Ruś Stara (pod koniec Stara Ruś) – dawna gromada, czyli najmniejsza jednostka podziału terytorialnego Polskiej Rzeczypospolitej Ludowej w latach 1954–1972.
Gromady, z gromadzkimi radami narodowymi (GRN) jako organami władzy najniższego stopnia na wsi, funkcjonowały od reformy reorganizującej administrację wiejską przeprowadzonej jesienią 1954 do momentu ich zniesienia z dniem 1 stycznia 1973, tym samym wypierając organizację gminną w latach 1954–1972.
Gromadę Ruś Stara z siedzibą GRN w Rusi Starej utworzono – jako jedną z 8759 gromad – w powiecie wysokomazowieckim w woj. białostockim, na mocy uchwały nr 24/V WRN w Białymstoku z dnia 4 października 1954. W skład jednostki weszły obszary dotychczasowych gromad Ruś Stara, Ruś Nowa, Rzące, Racibory Stare, Noski Śnietne, Bujny, Bujny Biszewo, Mazury i Sokoły Jaźwiny ze zniesionej gminy Sokoły oraz obszar dotychczasowej gromady Jabłoń Rykacze ze zniesionej gminy Piekuty w tymże powiecie. Dla gromady ustalono 12 członków gromadzkiej rady narodowej.
31 grudnia 1959 do gromady Ruś Stara przyłączono obszar zniesionej gromady Bruszewo.
1 stycznia 1969 do gromady Ruś Stara przyłączono wieś Kalinowo Stare ze znoszonej gromady Brzóski-Gromki.
Gromada przetrwała do końca 1972 roku, czyli do kolejnej reformy gminnej.